# Regierungsbezirk Reichenbach
Die Regierung des Schlesischen Gebirges zu Reichenbach war ein Regierungsbezirk in Preußen und umfasste das Hügel- und Mittelgebirgsland (s. Riesengebirge) der Provinz Schlesien mit der Grafschaft Glatz im Osten und mit Hirschberg im Westen.
Er war nach dem preußischen Edikt vom 30. April 1815 geschaffen worden, weil die im Gegensatz zur Ebene an der Oder bereits industrialisierten Gebiete Schlesiens vor allem zwischen Hirschberg und Waldenburg unter einer eigenen Mittelbehörde zusammengefasst werden sollten.
Unter Beachtung der hergebrachten Zusammenhänge wurden dem Bezirk die Fürstentümer Schweidnitz, Jauer (ohne den bisherigen Kreis Löwenberg-Bunzlau), die Grafschaft Glatz und das Fürstentum Münsterberg sowie vom Fürstentum Brieg der Kreis Nimptsch zugeordnet. Bei der anschließenden Überprüfung der genaueren Abgrenzung der landrätlichen Kreise als untere Verwaltungsbehörden konnte vielfach auf die bereits 1742 nach weitgehend den gleichen Kriterien, wie nun für das ganze Staatsgebiet vorgesehen, erfolgte Reform der schlesischen Verwaltung zurückgegriffen werden. Daher wurden insbesondere im Bereich dieser Mittelbehörde lediglich die bisher den Inspektionen der steuerrätlichen Kreise zugeordneten Städte in die schon bestehenden Kreise eingeordnet, Exklaven und Enklaven bereinigt (Striegau, Münsterberg) und zu weite Entfernungen vom Sitz des Landrats durch Teilung übergroßer Kreise  (Glatz, Schweidnitz, Bolkenhain-Landeshut, Hirschberg) vermieden bzw. behoben.
Nach Abschluss der Verwaltungsneuordnung auch auf der Kreisebene gehörten zum Bezirk der Regierung des Schlesischen Gebirges zu Reichenbach statt bisher 10 nunmehr die 14 Kreise:
- Fürstentum Brieg
  - Kreis Nimptsch
- Fürstentum Schweidnitz
  - Kreis Bolkenhain
  - Kreis Landeshut (neu durch Trennung des Weichbilds Landeshut vom Kreis Bolkenhain-Landeshut)
  - Kreis Reichenbach
  - Kreis Schweidnitz
  - Kreis Striegau
  - Kreis Waldenburg (neu durch Trennung von Kreis Schweidnitz)
- Fürstentum Münsterberg
  - Kreis Frankenstein
  - Kreis Münsterberg
- Grafschaft Glatz
  - Kreis Glatz
  - Kreis Habelschwerdt (neu durch Trennung von zwei Distrikten vom Kreis Glatz)
- Fürstentum Jauer
  - Kreis Hirschberg
  - Kreis Jauer
  - Kreis Schönau (neu durch Trennung vom Kreis Hirschberg)

Kaum dass diese Behörde aber voll wirksam werden konnte, wurde sie schon am 1. Mai 1820 – wohl zur Einsparung von Dienststellen – wieder aufgelöst und die zugehörigen Kreise den Regierungsbezirken für Mittelschlesien zu Breslau (Frankenstein, Glatz, Habelschwerdt, Münsterberg, Nimptsch, Reichenbach, Schweidnitz, Striegau und Waldenburg) und für Niederschlesien zu Liegnitz (Bolkenhain, Hirschberg, Jauer, Landeshut und Schönau) beigelegt.